# إليك بيرغ
إليك بيرغ (بالإنجليزية: Alec Berg)‏ هو منتج أفلام وكاتب سيناريو ومخرج أمريكي، ولد في القرن العشرين.

## وصلات خارجية
- إليك بيرغ على موقع IMDb (الإنجليزية)
- إليك بيرغ على موقع ألو سيني (الفرنسية)
- إليك بيرغ على موقع أول موفي (الإنجليزية)
- إليك بيرغ على موقع بوكس أوفيس موجو (الإنجليزية)
- إليك بيرغ على موقع قاعدة بيانات الأفلام السويدية (السويدية)
- إليك بيرغ على موقع قاعدة بيانات الفيلم (الإنجليزية)
- إليك بيرغ على موقع كينوبويسك (الروسية)